# Сара Петров
Сара Петров (англ. Sara Petrov, 26 серпня 1982) — канадська артистична плавчиня. Бронзова медалістка Чемпіонату світу з водних видів спорту 2001 року.